# Gruppo cosmonauti NPOE 10
Il Gruppo cosmonauti NPOE 10 è stato selezionato il 3 marzo 1992 ed è formato da tre ingegneri di RKK Ėnergija. Hanno iniziato l'addestramento generale dello spazio a ottobre 1992 e l'hanno completato il 25 marzo 1994, tranne Vinogradov che ha sostenuto l'esame il 14 febbraio 1994 (posticipato per motivi medici). Lazutkin e Treščëv si sono ritirati rispettivamente nel 2007 e 2006, mentre Vinogradov nel 2019 è ancora in attività, lavorando da RKK Ėnergija.
- Aleksandr Lazutkin[1]

Sojuz TM-25 (Mir 23)
- Sergej Treščëv[2]

STS-111/STS-113 (Exp 5)
- Pavel Vinogradov[3]

Sojuz TM-26 (Mir 24)
Sojuz TMA-8 (Exp 13)
Sojuz TMA-08M (Exp 35/36)